# ハイシリカゼオライト

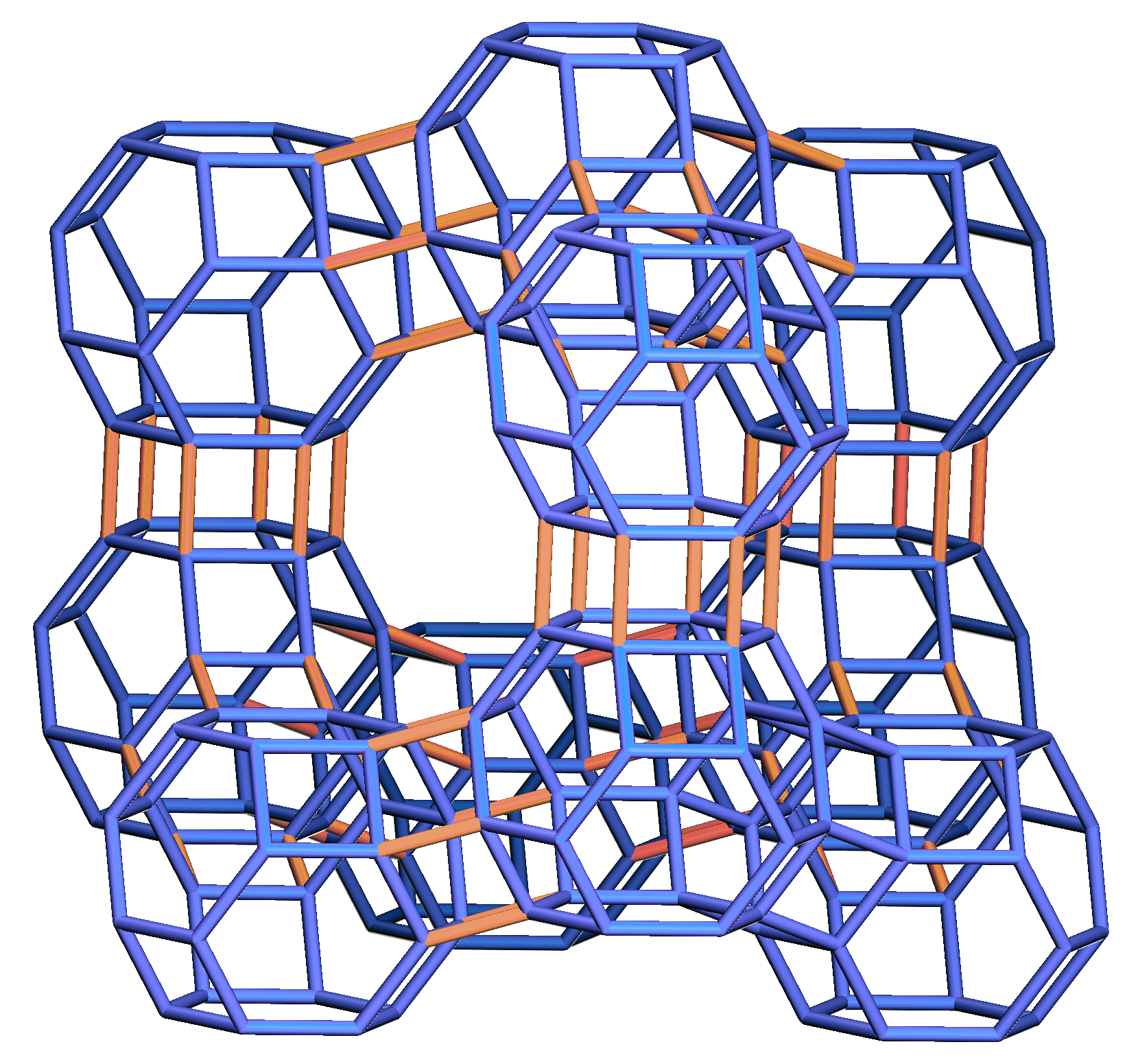
ゼオライトX (Si/Al = 1.5)、ゼオライトY (Si/Al = 3)、USY (Si/Al > 5) に共通するFAU骨格構造。これらはアルミニウムおよび陽イオンの含有量が異なるが骨格構造は同一である。USYが1960年代に石油化学触媒に採用されて以降、ハイシリカゼオライトの工業的な利用価値が認知されるようになった。

ハイシリカゼオライト（英: high-silica zeolite）とはミクロ多孔質結晶性アルミノケイ酸塩であるゼオライトのなかで、特にアルミニウム (Al) 量が少ない合成ゼオライトの一群を示す。固体酸性・耐熱性・疎水性といった固有の性質があるため、石油精製や自動車排ガス処理分野での触媒や、臭気物質や炭化水素の吸着材などとして工業的に広く用いられている。
ハイシリカ (英: high-silica）とはシリカ成分が多く、アルミニウムが少ないという意味である。対義語はローシリカ (英: low-silica）であり、ローシリカゼオライトとしてはモレキュラーシーブや天然ゼオライトが該当する。
ゼオライトとしての一般的な項目はゼオライトを参考のこと。

## 歴史
1940～1950年代に合成ゼオライトの先駆けとしてゼオライトAおよびゼオライトXを中心としたモレキュラーシーブの研究開発・工業化がなされた。1960年代になるとゼオライトXよりややハイシリカなゼオライトYが見出され、その後さらにハイシリカ化したUSY (Ultrastable Stable Y)が登場した。同時期にベータ、ZSM-5、ハイシリカモルデナイトといった主要なハイシリカゼオライトが登場した。
ハイシリカゼオライトは水素イオンによるイオン交換が容易で、分子篩でありながら固体酸として酸強度・耐久性が優れる点が注目された。1940年代より商業化された石油の流動接触分解において、当時は固体酸触媒として活性白土やシリカアルミナが用いられていたが、1960年代より改良触媒としてUSYが採用され、それ以降USYを中心としてハイシリカゼオライトの工業化が急速に発展した。
その後、有機化合物を細孔のテンプレートとして用いる手法が発展し、アカデミアでの研究により種々の新規なハイシリカゼオライトが合成・発見され、2024年1月1日現在で250種類以上の骨格構造が知られるに至った。
工業的にはUSYを代表として1960年代に登場した数種類のハイシリカゼオライトが長らく市場を占めていたが、2000年代に入りディーゼル車排出ガスに含まれるNOxを浄化する選択的触媒還元 (SCR)触媒として、新たにSSZ-13ゼオライトの工業化が検討されている。

## 物理化学的性質

### Si/Alモル組成
ハイシリカゼオライトはアルミニウム含有量が少ないため、Si/Alモル比が高い。ハイシリカ (high-silica) とはシリカ (SiO2) 成分の含有率が高いことを意味する。ハイシリカの対義語はローシリカ (low-silica) であり、モレキュラーシーブや天然ゼオライトが当てはまる。
明確な定義はないが、モレキュラーシーブのゼオライトAおよびゼオライトXのSi/Alは2未満であり、Si/Alが2以上であればハイシリカゼオライトとしてみなせる。固体酸性・耐熱性・疎水性といった性質が現れるのはSi/Alがおよそ5以上であり、さらにSi/Alが上がるほどその特徴が際立つ。中間のSi/Alが2～5の領域は"Low"でも"High"でもなく、"Intermediate Si/Al"と言及する文献もある。
調整可能なSi/Alの範囲はゼオライト構造ごとにより異なり、目的のSi/Alごとに製造方法が抜本的に異なることが多い。テンプレート法やポスト処理法などさまざまな工夫が知られ、例えばMFI型やFAU型は幅広いSi/Alの範囲での製造技術が確立されている。
なお、「Si/Alモル比」の代わりに「SiO2/Al2O3モル比」も使われることが多いが、モル計算の関係で後者は前者の2倍の数値となる。

### 固体酸性
水素イオン (H+) でイオン交換されたハイシリカゼオライトは固体酸であり、強い酸性度を有する酸触媒として有用である。通称、プロトン型ゼオライトと呼ばれる。プロトン型として化学的に安定なゼオライトはハイシリカゼオライトのみであり、モレキュラーシーブや天然ゼオライトでは耐酸性・耐久性が不十分でプロトン型には調製できない。
例えば、アルカン (パラフィン) は有機化学の観点では官能基を持たず化学的に不活性とされるが、ゼオライトはアルカンをプロトン化し活性化させることができる。プロトン化されたアルカンは5価のカルボカチオンであり、これが3価のカルボカチオンと対応するアルケンにクラッキングされる。例えば、イソオクタンはイソブテニウムカチオン ((CH3)3C+) とイソブテンに分解される。
ハイシリカゼオライトの酸強度には構造ごとに序列がある。例えば炭化水素のクラッキング触媒として使用した際、酸強度が高すぎると細孔内への炭素析出が促進され、失活の原因となる。また細孔径も重要であり、反応物・生成物を吸脱着できる細孔の広さが必要である。
USYは石油化学プロセスの流動接触分解の触媒として採用されたが。USYの酸強度は比較的穏やかでコーキング耐性があること、および細孔径が比較的広く (0.7～0.8 nm) 重油に含まれる嵩高い炭化水素を吸着できる特性が背景にある。近年では石油化学分野以外にも種々の反応プロセスに対して、新規なハイシリカゼオライト触媒の研究開発・工業化が検討されている。
アルカンをプロトン化する性質など、鉱酸より明らかに強い酸の概念として超酸がある。近年、ハイシリカゼオライトのブレンステッド酸の脱プロトン化エンタルピーが硫酸よりも小さいことが見出され、超酸の定義を満たす事が検証された。そのため、ハイシリカゼオライトは固体超酸 (solid superacid) と言及できる。

### 疎水性
ハイシリカゼオライトはゼオライトの中では疎水的であり、疎水的な有機化合物の吸着に適している。例えば脱臭剤や、揮発性有機化合物 (VOC) の吸着材として使われる。
ゼオライトの一般式はMn+
1/n(AlO2)−(SiO2)xであるが、Mn+
1/n(AlO2)−の部分はイオン結合的、(SiO2)xの部分は共有結合的である。Mn+
1/n (Na+等) や(AlO2)−の静電荷は水の双極子と強い静電相互作用を形成するため親水的である。一方で(SiO2)xの部分と水は比較的弱い相互作用であり、疎水的となる。また、水吸着剤として使われるシリカゲル (非晶質シリカ) は表面構造にシラノール (SiOH) を多く含むが、ハイシリカゼオライトは結晶内表面 (細孔空間) にはSiOHをほぼ含まないため、シリカゲルよりも疎水的である。

### 耐熱性
Al量が減るにつれてハイシリカゼオライトは組成がSiO2に近くなるため、二酸化ケイ素のように共有結合結晶としての性質が強くなり、優れた耐熱性を示す。例えばSi/Al比が80のZSM-5では1000～1100℃まで結晶構造を維持する。一方、モレキュラーシーブの耐熱性は低く、例えばゼオライトAは600℃で結晶構造が崩壊する。ハイシリカゼオライトの耐熱性は頻繁に加熱再生処理を要する固体酸用途や、高熱の排ガス雰囲気で使われる環境触媒に適している。

## 代表例
| 名称                   | 骨格構造 | 細孔構造        | 細孔径(Å) ※典型範囲 | 代表的用途                     |
| ---------------------- | -------- | --------------- | ------------------- | ------------------------------ |
| ゼオライトY・USY       | FAU      | 酸素12員環3次元 | 7.4                 | FCC触媒                        |
| ZSM-5                  | MFI      | 酸素10員環3次元 | 5.1～5.6            | メタノールtoオレフィン反応触媒 |
| ベータゼオライト       | Beta     | 酸素12員環3次元 | 5.6～7.7            | ファインケミカル用触媒         |
| ハイシリカモルデナイト | MOR      | 酸素12員環1次元 | 6.5～7.0            | 形状選択的アルキル化触媒       |
| SSZ-13                 | CHA      | 酸素8員環3次元  | 3.8                 | 自動車SCR触媒                  |